# UTV Motion Pictures
UTV Motion Pictures est une filiale britannique de la société indienne UTV Software Communications Ltd. (UTV) dont le principal actionnaire est la Walt Disney Company avec plus de 90 % du capital. Elle a été fondée en 1996 pour assurer la distribution de films à la fois des productions d'UTV et celles de ces partenaires tels que 20th Century Fox, The Walt Disney Company et Sony Pictures. La société distribue donc des productions de Hollywood comme de Bollywood.

## Historique
En 1996, UTV Software Communications Ltd. fonde une société pour assurer la distribution de films, UTV Motion Pictures.
Le 12 octobre 2004, UTV Motion Pictures crée une filiale en Mauritanie.
Le 18 mai 2007, une seconde marque de distribution est lancée : Spotboy .
UTV Motion Pictures est listée au Alternative Investment Market de la Bourse de Londres depuis le 2 juillet 2007 où elle estimée à 321 millions de USD,.
Le 20 juillet 2009, UTV annonce la fusion des actions de UTV Motion Pictures, crée comme une filiale indépendante, au sein de UTV Software. Le 28 juillet 2010, UTV Motion Pictures annonce que Walt Disney Studios Home Entertainment assurera la distribution en Inde des grosses productions du studio.
Le 20 mai 2011, Disney et UTV Motion Pictures annoncent un partenariat dans la production de films en Inde.
Le 13 juin 2013, The Economic Times annonce que les 8 films de Disney UTV cumulent 48 % des recettes du premier semestre des sorties cinéma 2013 en Inde soit 4,27 des 11,07 millions de roupies. Le 2 juillet 2013, Disney UTV teste en Inde un système de votes en ligne pour programmer la sortie du film Ship of Theseus dans certaines villes. Le 13 août 2013, le site Hollywood Reporter annonce que le film Chennai Express bat plusieurs records du box-office indien dont le plus rapide à atteindre le milliard de roupies (17 millions de $) et ce en un weekend, la plus grosse recette pour un premier jour (331,2 millions de roupies, 5,4 million de $) et le plus grand nombre de salles, 3 700 en Inde. Le film produit par UTV Motion Pictures est aussi distribué à l'international avec 2,1 millions de $ au Moyen-Orient et 2,3 millions aux États-Unis pour un total de 8 millions de $ pour le premier weekend. Le 21 octobre 2013, DisneyUTV annonce son premier film en télougou.
Le 14 janvier 2014, le studio de distribution Disney UTV annonce qu'il compte augmenter le nombre de films distribués en 2014 avec 26 productions dont 14 en Hindi et 7 américaines.
Le 26 août 2016, Disney India arrête la production de film en Inde au travers de sa filiale UTV Motion Pictures pour se recentrer sur la distribution de films et séries. toutefois d'autres films sont produits mais sous le label Disney". Le 25 avril 2017, Andy Bird, président de Walt Disney International, explique l'arrêt pour Disney India de la production de films Bollywood par un recentrage de la production sur les réseaux sociaux et l'accroissement de l'intérêt des indiens pour les films de Hollywood.

## Filmographie
- 1997 : Dil Ke Jharoke Main

### Années 2000
- 2000 : Fiza
- 2004 : Swades : Nous, le peuple
- 2005 : D
- 2005 : The Blue Umbrella
- 2005 : Bluffmaster!
- 2006 : Rang De Basanti
- 2006 : Taxi No. 9 2 11: Nau Do Gyarah
- 2006 : Chup Chup Ke
- 2006 : Un nom pour un autre
- 2006 : Khosla Ka Ghosla!
- 2007 : Je crois que j'aime ma femme
- 2007 : Hattrick
- 2007 : Life in a Metro
- 2007 : Dhan Dhana Dhan Goal
- 2008 : Untitled Majid Majidi Project
- 2008 : Phir Kabhi
- 2008 : Phénomènes
- 2008 : Jodhaa Akbar
- 2008 : Race
- 2008 : Phénomènes
- 2008 : Mumbai Meri Jaan
- 2008 : A Wednesday!
- 2008 : Poi Solla Porom
- 2008 : Fashion
- 2008 : Oye Lucky! Lucky Oye!
- 2009 : Shoe Bite
- 2009 : Dance India Dance
- 2009 : Delhi 6
- 2009 : Dhoondte Reh Jaoge
- 2009 : ExTerminators
- 2009 : Harishchandrachi Factory
- 2009 : Agyaat
- 2009 : Kaminey
- 2009 : Aagey Se Right
- 2009 : Unnaipol Oruvan
- 2009 : What's Your Raashee?

### Années 2010
- 2010 : Chance Pe Dance
- 2010 : Harishchandrachi Factory
- 2010 : Raajneeti (coproduction avec Prakash Jha Productions, Walkwater Media et IBC Classics)
- 2010 : I Hate Luv Storys (coproduction avec Dharma Productions)
- 2010 : Udaan
- 2010 : Peepli Live (coproduction avec  Aamir Khan Productions et IBC Classics)
- 2010 : We Are Family (coproduction avec Dharma Productions, Sony Pictures India and IBC Motion Pictures)
- 2010 : Guzaarish (coproduction avec SLB Films et IBC Classics)
- 2010 : Tees Maar Khan (coproduction avec IBC Motion Pictures, Hari Om Entertainment et Three's Company)
- 2011 : No One Killed Jessica
- 2011 : 7 Khoon Maaf (coproduction avec IBC Motion Pictures et Vishal Bharadwaj Pictures)
- 2011 : Thank You
- 2012 : Arjun, le prince guerrier (Arjun: The Warrior Prince)

- 2016 : Mohenjo Daro